# Primäres Kohlenstoffatom
| Primäres Kohlenstoffatom                                               |
| ---------------------------------------------------------------------- |
|                                                                        |
| Strukturformel von Propan (primäre Kohlenstoffatome sind rot markiert) |

Ein primäres Kohlenstoffatom ist ein Kohlenstoffatom, das lediglich an ein weiteres Kohlenstoffatom gebunden ist. Es steht somit am Ende einer Kohlenstoffkette. Im Falle der Alkane sind an primäre Kohlenstoffatome jeweils drei Wasserstoffatome gebunden (siehe Abbildung rechts). An Stelle eines dieser Wasserstoffatome kann sich beispielsweise eine Hydroxygruppe, die funktionelle Gruppe der Alkohole, befinden. Man spricht dann analog von einem primären Alkohol.
|                                        | Vergleich von primären mit sekundären, tertiären und quartären Kohlenstoffatomen (rot) |                            |                           |                           |
|                                        | Primäres Kohlenstoffatom                                                               | Sekundäres Kohlenstoffatom | Tertiäres Kohlenstoffatom | Quartäres Kohlenstoffatom |
| Allgemeine Struktur (R = Organyl-Rest) |                                                                                        |                            |                           |                           |
| Auszug aus Strukturformel              |                                                                                        |                            |                           |                           |